# 582
582 (DLXXXII na numeração romana) foi um ano comum do século VI, do Calendário Juliano, da Era de Cristo, a sua letra dominical foi D (53 semanas), teve início a uma quinta-feira e terminou também a uma quinta-feira.
| ano completo                        |
| ----------------------------------- |
| Ano comum com início à quinta-feira |